# Frank J. Padilla

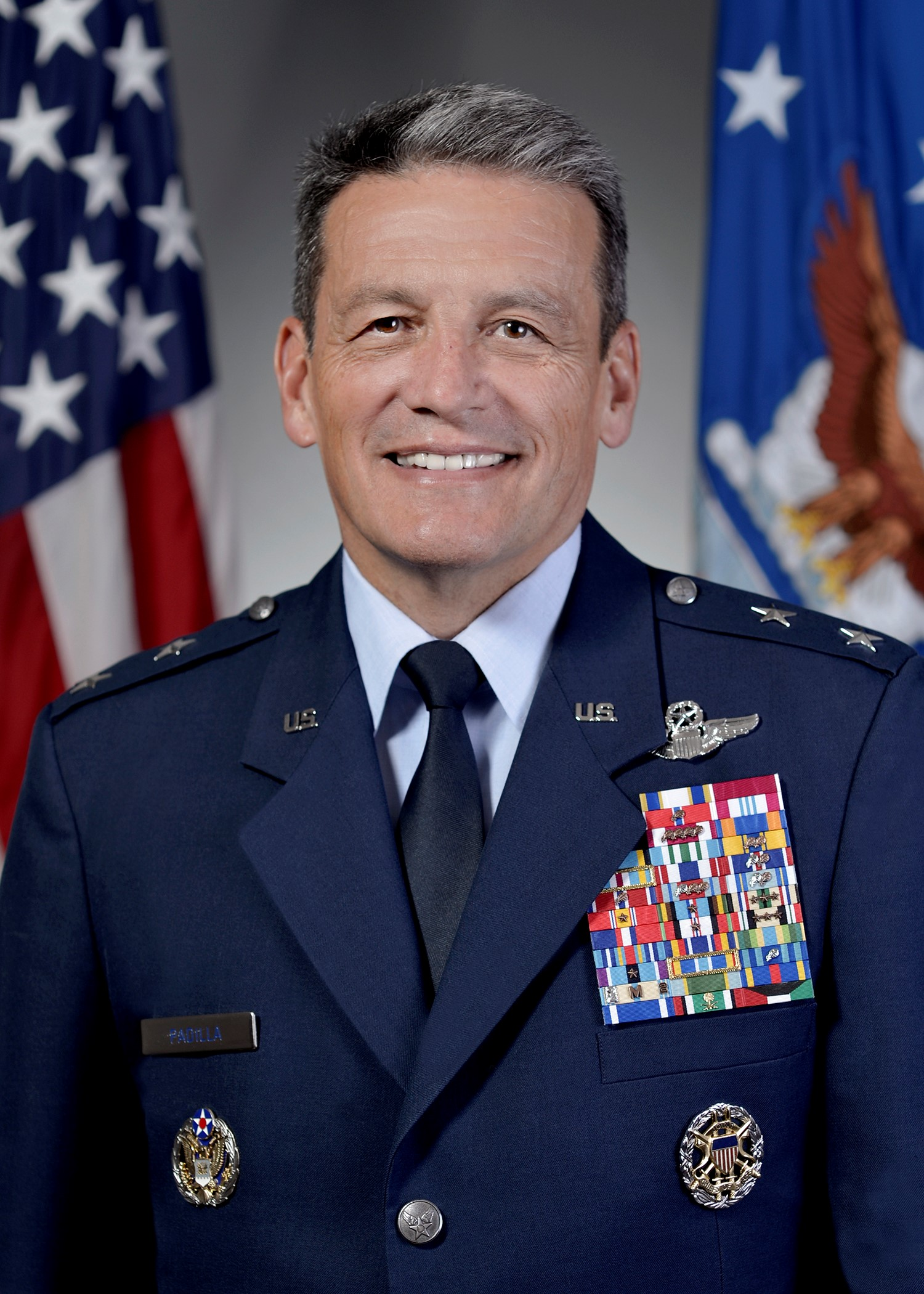
Frank J. Padilla (2013)

Frank J. Padilla (* um 1957) ist ein pensionierter Generalmajor der United States Air Force. Er war unter anderem Kommandeur der 10. Luftflotte.
Nach einem Studium an der University of North Carolina at Chapel Hill gelangte er im Jahr 1979 über die Officer Training School in das Offizierskorps der United States Air Force.
Im Lauf seiner militärischen Karriere absolvierte er verschiedene Kurse und Schulungen. Dazu gehörten unter anderem eine Ausbildung zum Kampfpiloten und weitere Fortbildungskurse als Pilot von neuen Flugzeugtypen; die Squadron Officer School auf der Maxwell Air Force Base in Alabama; das Air Command and Staff College und das Air War College, beide über je einen Fernkurs; der Safety/Accident Board President's Course auf der Kirtland Air Force Base in New Mexico; der Capstone General and Flag Officer Course an der National Defense University in Fort Lesley J. McNair in Washington, D.C.; der Joint Force Air Component Commander Course auf der Maxwell AFB; der Reserve Component National Security Course in Fort Leslie J. McNair und der Joint Flag Officer Warfighting Course an der Air University. Außerdem erhielt er akademische Grade von der Webster University und der Harvard Kennedy School.
In seinen frühen Jahren als Offizier der Luftwaffe war er an verschiedenen Stützpunkten stationiert. Dabei war er als Pilot, Flugausbilder oder Stabsoffizier bei unterschiedlichen Einheiten tätig. Dazwischen absolvierte er die erwähnten Schulungen. Im weiteren Verlauf nahm er an verschiedenen Militäreinsätzen teil wozu auch die Mission in Grenada, die US-Invasion in Panama, der Zweite Golfkrieg, der Irakkrieg und der Krieg in Afghanistan gehörten.
Padilla wechselte aus dem aktiven Militärdienst zur Reserve der Luftwaffe. Hauptberuflich war er Pilot einer Fluggesellschaft. Er wurde aber immer wieder zu militärischen Übungen bzw. Einsätzen zum Militärdienst reaktiviert. Zwischen März 1997 und April 2000 kommandierte er auf der Travis Air Force Base in Kalifornien die 312. Transportschwadron (312th Airlift Squadron). Danach war er bis zum September 2002 auf der Scott Air Force Base in Illinois Leiter der Stabsabteilung für Operationen beim Tanker Airlift Control Center, einer Untereinheit des Air Mobility Commands. Nach dieser Tätigkeit wurde er auf der gleichen Basis Berater in Fragen der Mobilisierung und Einberufung von Reservisten beim Tanker Airlift Control Center. Diese Aufgabe erfüllte er bis zum Mai 2005. Diese Zeit war allerdings durch eine Versetzung in den Irak unterbrochen, wo er zwischen Oktober 2003 und März 2004 eine Untereinheit (Detachment One) des 332. Expeditionsgeschwaders (332nd Air Expeditionary Wing) kommandierte.
Zwischen Mai 2005 und Juni 2007 war Frank Padilla als Einberufungsberater für Reservisten beim Air Force Special Operations Command tätig. Dieser hat sein Hautquartier auf dem Hurlburt Field in Florida. Auch diese Zeit war durch einen Einsatz im Irak unterbrochen. Zwischen Oktober 2005 und Februar 2006 kommandierte er dort einen Teil der Luftstreitkräfte der multinationalen Sicherheitstruppe der Verbündeten (Commanding General, Coalition Air Force Transition Team, Multi-National Security Transition Command - Iraq).
Sein nächster militärischer Auftrag führte Frank Padilla auf die Shaw Air Force Base in South Carolina. Zwischen Juni 2007 und April 2009 war er dort Einberufungsberater im Stab der 9. Luftflotte (Nineth Air Force). Auch diese Zeit war durch einen Auslandseinsatz unterbrochen. Bis zum September 2007 war er in Afghanistan Kommandeur einer Flugeinheit der Alliierten (Commanding General, Combined Air Power Transition Force, Combined Security Transition Command - Afghanistan). Im Mai 2009 übernahm Frank Padilla auf der Naval Air Station Joint Reserve Base Fort Worth in Texas als Nachfolger von Thomas R. Coon das Kommando über die 10. Luftflotte. Dieses Amt bekleidete er bis zum 5. November 2011, als er von William B. Binger abgelöst wurde. Danach wurde er stellvertretender Generalinspekteur der Air Force. Dieses Amt bekleidete er bis zum Jahr 2012, als er aus dem Militärdienst ausschied.
Noch vor seiner endgültigen Verabschiedung in den Ruhestand kam es zu einer Klage gegen Padilla. Ihm wurde ein Verstoß gegen Bestimmungen der Luftwaffe hinsichtlich einer internen Untersuchung während seiner Zeit als Kommandeur der 10. Luftflotte vorgeworfen. Er soll dabei den Inspekteur dieser Einheit entgegen der Vorschriften mit der Leitung der Untersuchungen beauftragt haben. Die Untersuchungskommission kam zu dem Schluss, dass die Klage berechtigt sei und überließ der Leitung der Air Force weitere Maßnahmen. Weiteres ist nicht bekannt. Allerdings folgte noch im Jahr 2012 Padillas Abschied aus dem Militär.
Während seiner aktiven Zeit als Militärpilot absolvierte er über 7500 Flugstunden auf verschiedenen Flugzeugtypen.

## Daten der Beförderungen
| Abzeichen | Rang               | Jahr            |
| --------- | ------------------ | --------------- |
|           | Second Lieutenant  | 20. März 1979   |
|           | First Lieutenant   | 29. März 1981   |
|           | Captain            | 20. März 1983   |
|           | Major              | 5. März 1992    |
|           | Lieutenant Colonel | 13. Juni 1996   |
|           | Colonel            | 1. Mai 2000     |
|           | Brigadier General  | 30. Januar 2005 |
|           | Major General      | 28. Juni 2008   |

## Orden und Auszeichnungen
Frank Padilla erhielt im Lauf seiner militärischen Laufbahn unter anderem folgende Auszeichnungen:
- Air Force Distinguished Service Medal
- Legion of Merit
- Bronze Star Medal
- Defense Meritorious Service Medal
- Meritorious Service MedalAir Medal
- Air Medal
- Air Force Commendation Medal
- Aerial Achievement Medal
- Joint Service Commendation Medal